# Ėkimčan
Ėkimčan è una cittadina dell'estremo oriente russo, situata nella oblast' dell'Amur. Dipende amministrativamente dal rajon Selemdžinskij, del quale è il capoluogo.
Sorge nella parte orientale della oblast', lungo il corso della Selemdža (affluente dell'Amur), 655 chilometri a nordest di Blagoveščensk.